# Suecia en los Juegos Paralímpicos de Londres 2012
Suecia estuvo representada en los Juegos Paralímpicos de Londres 2012 por un total de 59 deportistas, 40 hombres y 19 mujeres.

## Medallistas
El equipo paralímpico sueco obtuvo las siguientes medallas:
| Nombre                                                                                            | Deporte                  | Evento                                      |
| ------------------------------------------------------------------------------------------------- | ------------------------ | ------------------------------------------- |
| Oro                                                                                               |                          |                                             |
| Maja Reichard                                                                                     | Natación                 | 100 m braza SB11 femenino                   |
| Anna-Carin Ahlquist                                                                               | Tenis de mesa            | Individual 3 femenino                       |
| Stefan Olsson Peter Vikström                                                                      | Tenis en silla de ruedas | Dobles masculino                            |
| Jonas Jacobsson                                                                                   | Tiro                     | Rifle en tres posiciones 50 m SH1 masculino |
| Plata                                                                                             |                          |                                             |
| Jeffrey Ige                                                                                       | Atletismo                | Peso F20 masculino                          |
| Anders Olsson                                                                                     | Natación                 | 400 m libre S6 masculino                    |
| Anna-Carin Ahlquist Ingela Lundbäck                                                               | Tenis de mesa            | Equipo 4-5 femenino                         |
| Jonas Jacobsson                                                                                   | Tiro                     | Rifle de aire de pie 10 m SH1 masculino     |
| Bronce                                                                                            |                          |                                             |
| Viktoria Andersson Anna Dahlberg Malin Gustavsson Josefin Jälmestål Sofia Naesström Maria Wåglund | Golbol                   | Torneo femenino                             |
| Ingela Lundbäck                                                                                   | Tenis de mesa            | Individual 5 femenino                       |
| Josefin Abrahamsson                                                                               | Tenis de mesa            | Individual 8 femenino                       |
| Emil Andersson                                                                                    | Tenis de mesa            | Individual 8 masculino                      |